# Paul Murphy (homme politique, 1948)
Pour les articles homonymes, voir Paul Murphy (homonymie).
Paul Peter Murphy, né le 25 novembre 1948 à Usk, est un homme politique britannique, membre du Parti Travailliste. Il est membre du Parlement britannique pour la circonscription de Torfaen. Il fut Secrétaire d'État du Pays de Galles dans le gouvernement de Gordon Brown, après avoir été Secrétaire d'État d'Irlande du Nord.

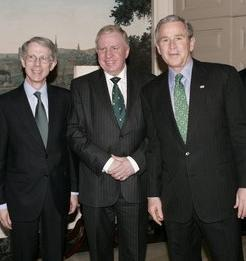
Paul Murphy.

## Distinctions
- Chevalier de l'ordre de Saint-Grégoire-le-Grand